# 歌詩達幸運號
歌詩達幸運號是歌詩達遊輪公司旗下的游轮，由嘉年華公司名下的的義大利芬坎特里造船公司建造。
幸運號的建造靈感來自於過去的義大利汽船，在幸運號的公共空間中可以看見這些汽船的模型展示品。此外在大廳的天花板上倒掛了哥詩達遊輪公司過去與現在所屬的26艘船鑑（包括幸運號）。由於幸運號上收藏並展示了許多藝術品，因此也常被稱為海上博物館。

## 歷史
幸運號於2002年下水、2003年竣工。于2003年10月31日，該船成功交付，並在意大利熱那亞港口下水。同年11月25日進入地中海航行。这是幸運級遊輪的一號艦，造價為四億六百萬美元。船上總共有1385間客房，其中的857間是面海客房。 幸運號與第一艘超過10萬噸的客輪「嘉年華陽光號」（原名為嘉年華命運號）使用相同的平台建造，且噸位也幾乎相同。而幸運級的二號船歌詩達馬姬卡號於2004年完工。

## 圖片

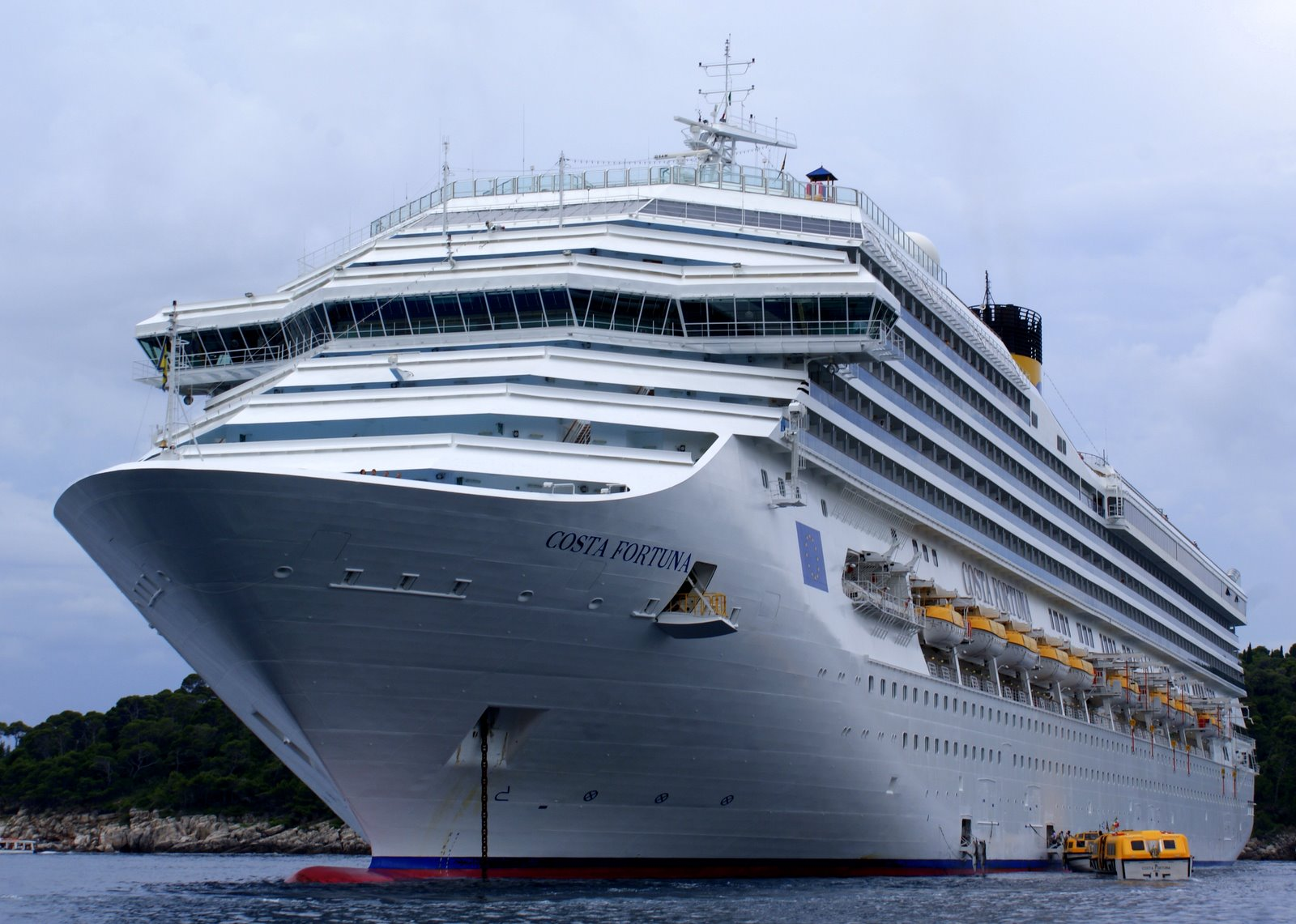
幸運號在杜布羅夫尼克，2009年

## 外部聯結
- 官方网站
- MarineTraffic Data （页面存档备份，存于）